# Église Saint-Pierre-et-Saint-Paul de Chantrigné
Pour les articles homonymes, voir Église Saint-Pierre-et-Saint-Paul.
L'église Saint-Pierre-et-Saint-Paul est une église catholique située à Chantrigné, en France.

## Localisation
L'église est située dans le département français de la Mayenne, dans le bourg de Chantrigné.

## Historique
L'église est inscrite au titre des monuments historiques depuis le 28 mai 1956.